# ブルン・モータースポーツ

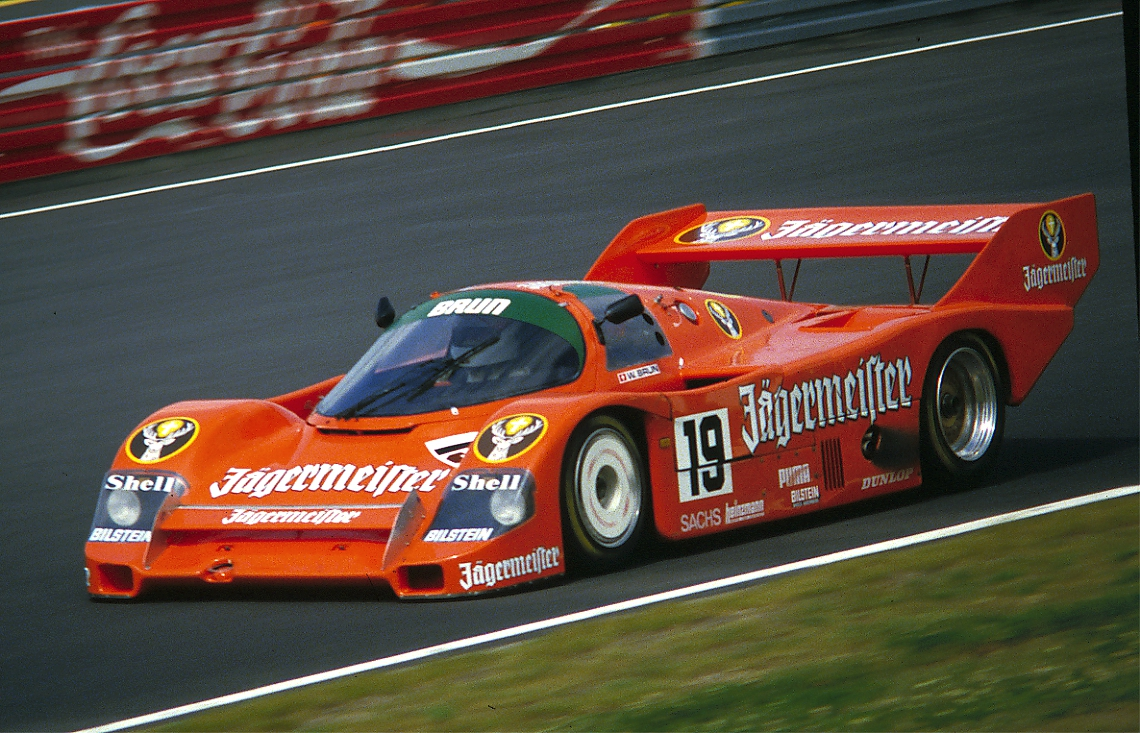
ニュルブルクリンクを走行するブルン・モータースポーツのポルシェ・956

ブルン・モータースポーツ（Brun Motorsport GmbH）は、レーシングドライバーのウォルター・ブルンによって1983年に設立されたスイスのレーシングチームである。ブルン・モータースポーツは主にポルシェのプライベーターとして、多くの国際的なスポーツカーレースに参戦し続けた。ブルン・モータースポーツは1986年に世界スポーツプロトタイプカー選手権を制し、後には本格的なシャシーコンストラクターになった。また、ブルンは1988年から1990年に掛けて、ユーロブルンチームの一部としてF1に参戦した。最終的に、チームは1992年に解散した。

## 歴史

### 1983 - 1984
GS-スポーツと、GS-スポーツのパートナーだったザウバーのメンバーとしてスポーツカー世界選手権 (SWC)とドイツレーシングカー選手権 (DRM)に数年にわたり参戦すると、経営難に直面していたGS-スポーツを引き継ぎ、1983年シーズンを前にチーム名をブルン・モータースポーツに変更した。ブルンはGS-スポーツが使用していたBMW・M1とザウバー・SHS C6を引き継いだ。ザウバーはその後改造され、Sehcar C6と名付けられた。また、ドライバーも旧チームから継続し、ハンス＝ヨアヒム・スタックとハラルド・グロースが継続した。また、ウォルター・ブルン自身もドライバーを務めた。
Sehcarが初期トラブルに見舞われると、ブルンはポルシェ・956を購入し、同車両の初期のプライベーターチームの一つになった。ブルンはこの車両でSWCとDRMに参戦した。956はすぐに好成績を残し、この年にモスト・サーキット（en:Autodrom Most）で開催されたインターセリエのレースで、ウォルター・ブルンのドライブでチームの初勝利を挙げた。その後、スパ1000キロで4位を獲得した。
1984年にSehcarプロジェクトを中止すると、ブルンは2台目の956を購入し、主にマッシモ・シガラとオスカー・ララウリにドライブさせた。また、チームはイェーガーマイスターとヴァルシュタイナー（en:Warsteiner Beer and Brewery）のスポンサーを獲得した。ブルンチームにとって956を使った初のWSCとDRMのフルシーズンだったが、シーズンが進むにつれてパフォーマンスは向上した。開幕戦のモンツァ1000キロで4位を獲得すると、ル・マン24時間では4位と7位、スパ1000キロでは3位と4位の結果を残した。イモラ1000キロではチームの通算2勝目を挙げ、その翌週にはニュルブルクリンクのDRMのレースでも優勝した。その1ヵ月後、同サーキットで開催されたインターセリエのレースでも勝利を獲得した。ブルンはDRMで初のチームタイトルを獲得した。また、このシーズン、ブルンとヨースト・レーシングから出走したステファン・ベロフがドライバーズタイトルを獲得した。

### 1985 - 1987
1985年、ブルンはポルシェ・962Cを1台追加した。チームはインターセリエ-DRMの複合シリーズを席巻し始め、5勝を挙げ、ハンス＝ヨアヒム・スタックがドライバーズランキングでヨーストのヨッヘン・マスに次ぐ2位になった。しかしながら、チームは世界選手権では勝利を挙げることができなかった。ムジェロで3位、ホッケンハイムで2位を獲得したが、チームは完走することにも苦しみ、チームランキングは6位に終わった。また、このシーズン中にはスパ1000キロでベロフを死亡事故で失うという大きな損失もあった。
1985年より、ブルンは1986年に向けてチームを拡張し始めた。1986年のためにブルンはさらに2台の962を購入し、そのうち1台は北米のIMSAシリーズに参戦するためだけに使用された。IMSAには5レースのみの参戦に留まったが、ワトキンスグレンではチャンピオンのアル・ホルバートに次ぐ2位でフィニッシュすることに成功した。ヨーロッパでは世界選手権に取り組み、前年はリタイアに終わったル・マン24時間レースで2位を獲得した。1986年の最初の勝利はヘレスで記録し、その後スパでも勝利を収めた。この年のブルンは、チーム選手権が掛けられた5レースでは1勝に終わったが、4レースでポイント獲得し、ジャガーとポルシェの両ワークスチームを破り、チームタイトルを獲得した。ブルンはインターセリエのエステルライヒリンク戦で勝利を挙げ、成功したシーズンを締めくくった。
1987年の開幕では好成績を残し、デイトナ24時間レースで2位を記録した。しかしながら、世界選手権ではジャガーが徐々に優勢になり、ADAC スーパーカップでブルンは苦戦を強いられた。このシーズン、ブルンは何度か競争力を発揮したものの、初めて無勝利に終わった。一貫した成績を残したブルンは、タイトルの連覇こそ逃したが、ポルシェを使用する数多くのチームを退け、ジャガーに次ぐ選手権2位の成績を収めた。

### 1988 - 1991

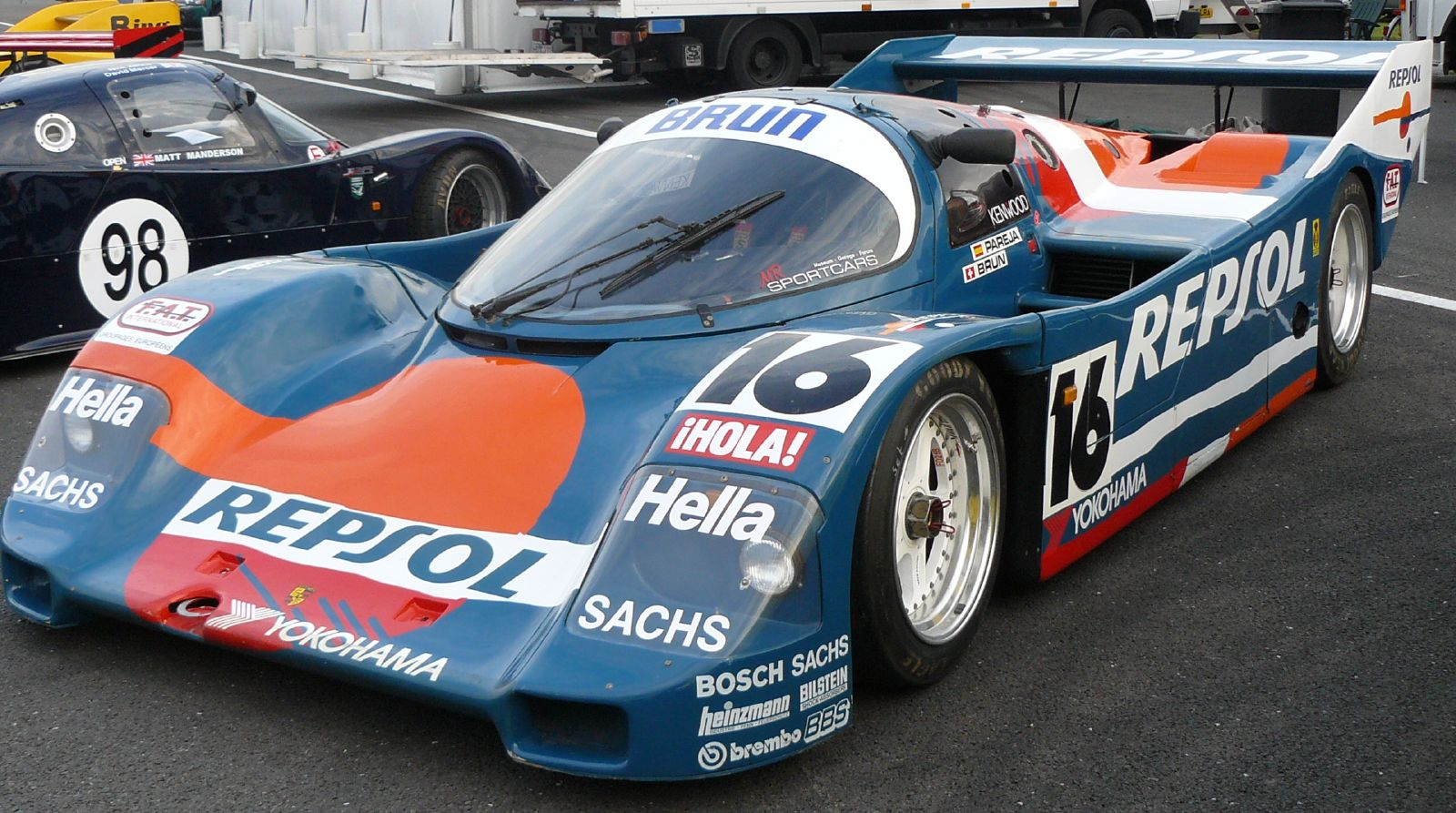
レプソルとヨコハマのスポンサーを受けたブルンの962

スポーツカーで成功を収めたブルンは、同チームのドライバーを務めてきたオスカー・ララウリを支援し、F1に参戦した。ブルンはユーロレーシングと共同でユーロブルンを組織した。ウォルター・ブルンが多くの金銭的投資をしていたにもかかわらず、ユーロレーシング側が運営の主導権を握っていた。チームは苦戦し、ブルンのF1への注力がスポーツカーへの取り組みを傷つけた。新たにレプソルのスポンサーを獲得したが、この年、チームはインターセリエでの1勝のみに留まった。メルセデス・ベンツがジャガーに伍してトップを争うようになり、ブルンは世界選手権で4位に後退した。
1989年に向け、ユーロブルンの体制が縮小されるとともに、ブルンはスポーツカーの体制を見直した。この年のデイトナ24時間を3位で終えると、ブルンはIMSAへのエントリーを終了し、全日本スポーツプロトタイプカー耐久選手権への参戦を開始し、デビュー戦の富士500kmでは3位を記録した。世界選手権では表彰台に立つことにも苦戦したが、安定してポイントを獲得し、ジャガー、新たに参戦した日産、トヨタ、アストンマーティンらを下して最終的に3位で選手権を終えた。
ユーロブルンの活動が資金を浪費したこと、スーパーカップ選手権が消滅したことにより、1990年に向けてチームは縮小された。全日本選手権への参戦をキャンセルし、チームは世界選手権にほぼ専念した。チームは世界選手権に専念したにもかかわらず、レースでは10位以内に入ることにも苦戦した。スパ戦の5位がブルンのシーズン最上位となり、選手権は7位に終わった。
1990年シーズン終了後、ユーロブルンチームはついに解散した。同時に世界選手権は新しい車両規則への変更が始まり、1992年からはブルンらが使用する962は参戦することができなくなった。また、ポルシェも962の代替となる車両提供を行う予定は無かった。ブルンは他のメーカーから車両を購入するのではなく、ユーロブルンでの開発の経験を基に、車両を自製することを選択した。ブルンが開発したこの車両はブルン・C91と呼ばれた。このプロジェクトの資金的な理由により、チームの活動は世界選手権へのみに限定された。シーズン序盤は前年までの車両を使用し、2台ともゴールすることは少なかったが、ほぼすべてのレースで10位以内を記録し、前年を上回る成績を残した。シーズン半ばでついにC91をデビューさせたが、この車両はひどく苦戦し、レースを完走することは一度も無かった。選手権は9位に終わった。
ブルンは、1992年に向けてブルンはC91の改善を約束した。しかしながらブルンにとって、ユーロブルンの金銭的負担、C91のプロジェクト、成績不振によりスポンサーを満足させられなかったことによる負担が大きすぎた。ブルンは1992年を前にチームを閉じた。ウォルター・ブルン自身は、RWSモータースポーツ、コンラッドモータースポーツへの協力などの形でレース活動を続けた。

## コンストラクタ史
ウォルター・ブルンはブルン・モータースポーツを運営した期間はずっと車両を開発し続けたが、自らの名を冠したものは一つだけだった。ブルン・モータースポーツの設立時には、前身のGS-スポーツのザウバー・SHS C6を保有していた。ブルンはこの車両をC2クラスには有望と考え、フォード・コスワースのV8を搭載できるように改造した。この車両に発生した問題により、コスワースエンジンはザウバー時代に搭載されていたBMWターボに再度換装されたが、この車両でレースを続けることに困難を感じ、ブルンはポルシェ・956を購入することを選択した。
956と962での経験と成功を得たブルンは、大メーカーのジャガーやメルセデス・ベンツに追いつく試みを始めた。962の車体を改良するため、1987年に保有する車両のシャシー開発を開始した。ファクトリーチームも悩まされていた車体が捩れる問題を克服するため、ブルンはモノコックを自製し、それに通常の962の部品を取り付けた車両を作成した。このような車両は通算で8台が作成された。8台のうち、新しい車両を投入した際に置き換えられた古い車両の一部は、他のチームに売却された。
ブルンの最大のプロジェクトは、1992年からのレギュレーションを見越して製造した、1991年のC91のものだった。車両は新規に設計され、同様に1992年のレギュレーションを見越したプジョー・905、ジャガー・XJR-14、メルセデスベンツ・C291のような、大きな2枚エレメントのリアウィングと低いボディワークに背の高いコクピットデザインを採用した。新しいレギュレーションではポルシェのターボ付きの水平対向エンジンは禁止され、ブルンはF1で使用されるものと同様の規定を満たす自然吸気エンジンが必要になった。ブルンは、ユーロブルンチームがF1で使用していたジャッド製のエンジンを使用した。ただし、ユーロブルンのF1は古いCVエンジンを使用していたが、ブルンはC91にCVよりも設計の新しいEVエンジンを採用した。C91は1991年のシーズン中盤にデビューを果たしたが、このシーズン中はメカニカルトラブルに悩まされ続けた。ブルンは、C91のトラブルを解消する前に資金を使い果たした。

## 主な参戦ドライバー
- ウォルター・ブルン
- ハンス＝ヨアヒム・スタック
- オスカー・ララウリ
- ハラルド・グロース
- ジョエル・グヒエ
- マッシモ・シガーラ
- ヘスス・パレハ
- レオポルト・プリンツ・フォン・バイエルン
- ガブリエル・タルキーニ
- フランク・イェリンスキー
- スコット・グッドイヤー
- ポール・ベルモンド